# بوب آرنوت
بوب آرنوت (بالإنجليزية: Bob Arnott)‏ هو متزحلق جبال الألب أسترالي، ولد في 13 أكتوبر 1922، وتوفي في 23 يناير 2016.

## وصلات خارجية
- بوب آرنوت على موقع أوليمبيديا (الإنجليزية)
- بوب آرنوت على موقع اللجنة الأولمبية الأسترالية (الإنجليزية)